# Maïs génétiquement modifié

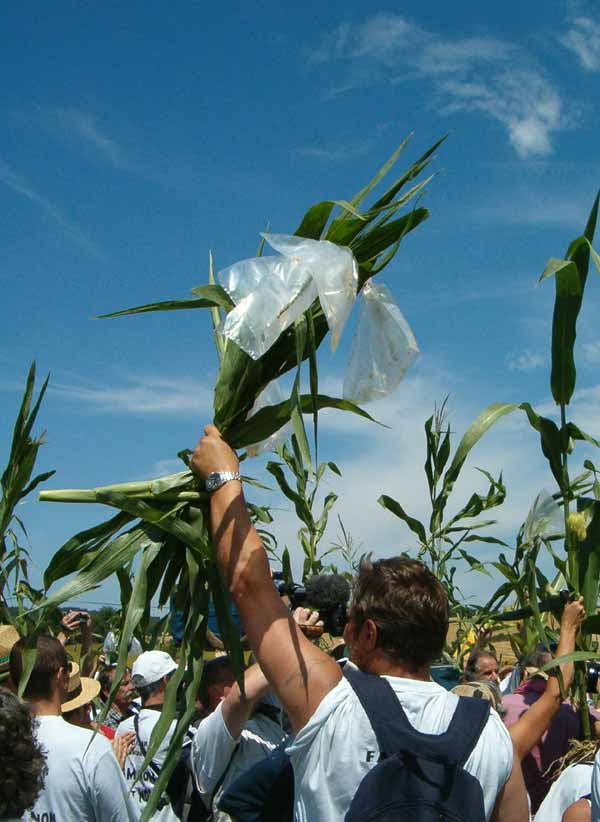
Le 25 juillet 2004, plant de maïs OGM arraché par un membre français de l'organisation "les faucheurs volontaires".

Un maïs génétiquement modifié est une variété cultivée (cultivar) de maïs (Zea mays) dont le patrimoine génétique a été modifié par l'Homme. Lorsque des gènes étrangers sont introduits par transgénèse dans le génome du maïs, on parle de « maïs transgénique ».
La plupart des maïs génétiquement modifiés sont des variétés transgéniques qui se classent dans deux grandes catégories : les variétés résistantes à des insectes ravageurs (maïs Bt) et les variétés résistantes à des herbicides. Il existe aussi des variétés combinant ces deux types de caractères.
D'autres variétés génétiquement modifiées ont été créées pour apporter d'autres caractères, par exemple amélioration de la composition chimique des graines (notamment haute teneur en lysine), modification de la fertilité des plantes (stérilité mâle) ou bien résistance à la sécheresse.  

## Variétés résistantes à des insectes
- Maïs Bt :
  - Bt 176, résistant à la pyrale du maïs
  - Bt 11, résistant à la pyrale du maïs et tolérant à un herbicide, le glufosinate ammonium (résistant aux insectes et tolérant les herbicides)

- Ceux produits par l’entreprise Monsanto :
  - MON 810,  résistant à la pyrale du maïs
  - MON 863, résistant à la chrysomèle des racines du maïs

## Variétés tolérantes à des herbicides
- T 25, tolérant un herbicide, le glufosinate d'ammonium

- NK 603, tolérant un herbicide, le glyphosate plus connu sous le nom de Roundup commercialisé par l'entreprise Monsanto

## Autres variétés
- Maïs tolérant la sécheresse - MON 87460 : cette variété inclut deux gènes : CspB provenant de Bacillus subtilis, exprimant la protéine B de réponse au choc froid, et NPTII provenant d'Escherichia coli exprimant la néomycine phosphotransférase II (gène de sélection induisant la résistance à la kanamycine). Cette lignée, créée par Monsanto, a été homologuée aux États-Unis en décembre 2011[1],[2],[3]